# Andrea Benelli

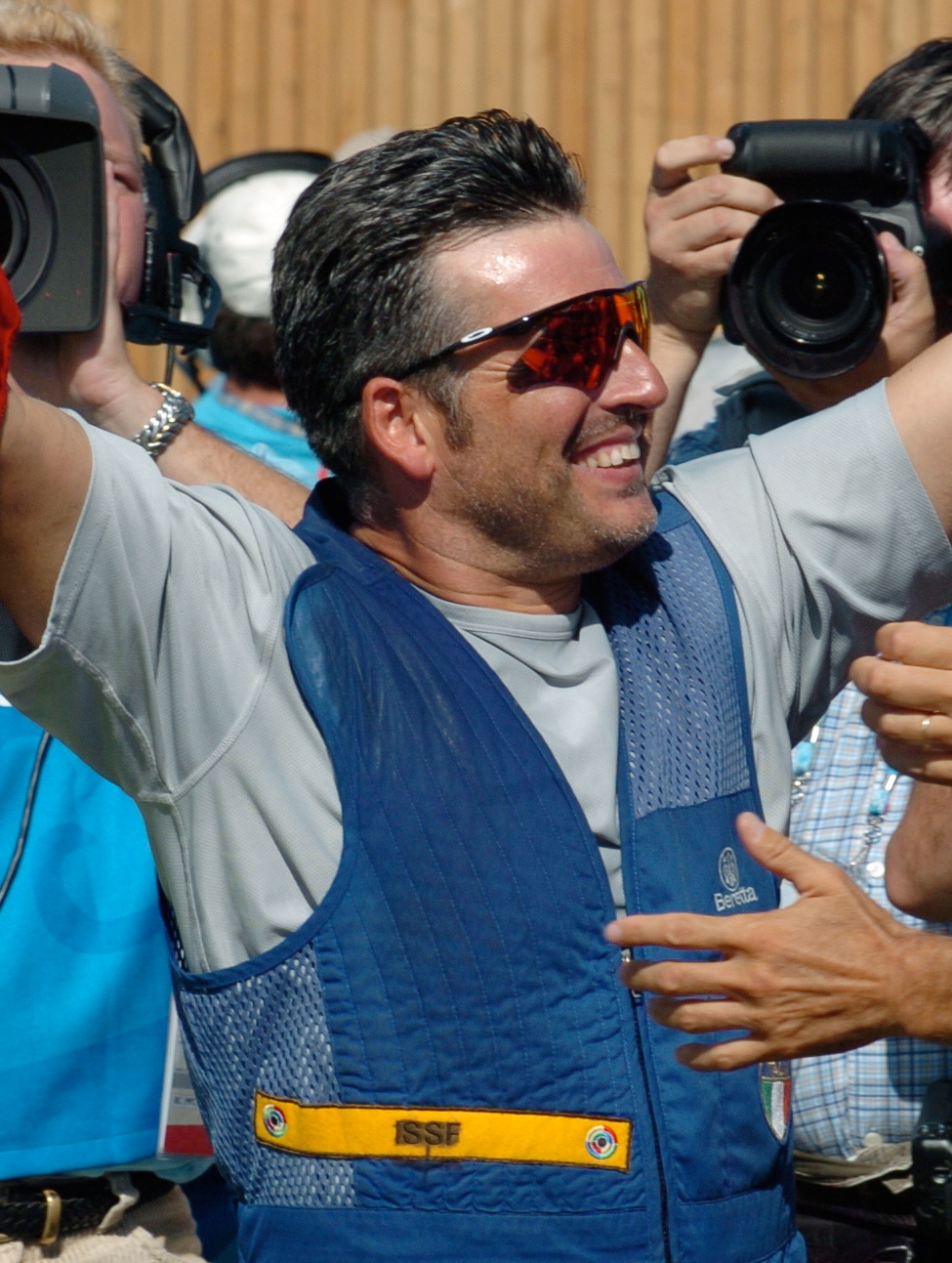
Andrea Benelli

Andrea Benelli, född 28 juni 1960 i Florens, är en italiensk sportskytt.
Benelli blev olympisk guldmedaljör i skeet vid sommarspelen 2004 i Aten.